# Vladimír Franz
Vladimír Franz (Praga, 25 de maio de 1959) é um pintor, compositor e professor universitário checo. Candidatou-se à presidencia da república Checa, em 2013. Foi agraciado seis vezes com o prémio Alfréd Radok.
Em 1982 concluiu a faculdade de direito, mas não se dedicou a esta profissão. Começou a se dedicar às artes. Hoje é professor na Faculdade de teatro AMU.
Em 2012 aceitou candidatar-se, como independente, à presidência da República Checa. Não passou à 2ª volta das eleições após ficar em 5º lugar, com 6,84% (351916 votos).
Como candidato, chamou a atenção não só dos jornalistas checos mas também do resto do mundo pelas suas tatuagens faciais.